# William Elford Leach

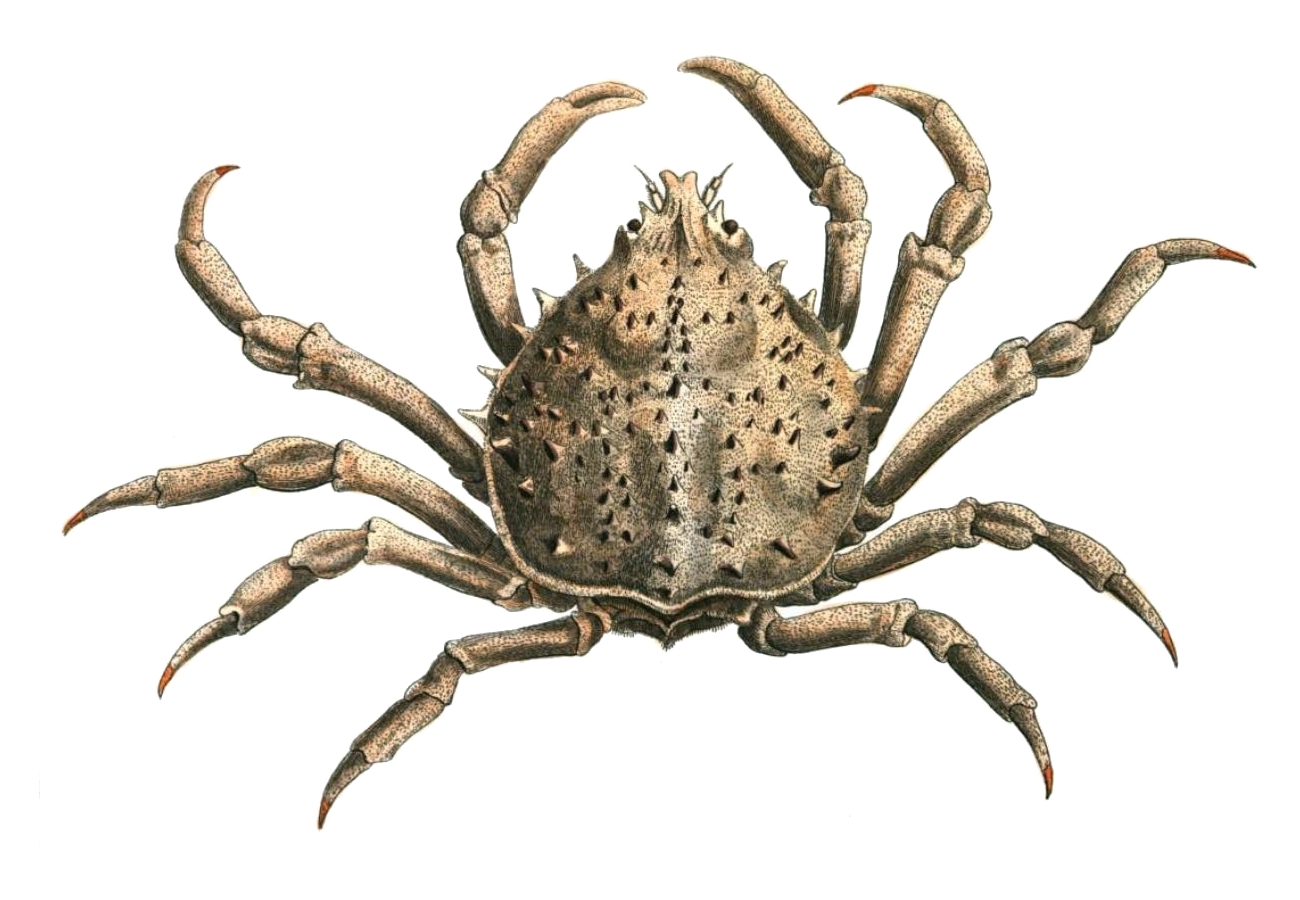
Libinia emarginata de l'obra de Leach Zoological Miscellany.

William Elford Leach (2 de febrer de 1790 – 25 d'agost de 1836) va ser un zoòleg i biòleg marí anglès, membre de la Royal Society.
Leach nasqué a Hoe Gate, Plymouth. Amb dotze anys estudià anatomia i química a Exeter. Amb disset anys començà a estudiar medicina al St Bartholomew's Hospital de Londres, i després a la Universitat d'Edinburgh i a la Universitat de St Andrews.
El 1813, Leach va treballar com ajudant a la biblioteca de zoologia del Museu Britànic. Es va especialitzar en els crustacis i els mol·luscs El 1815, Leach publicà la seva primera obra sobre entomologia El seu llibre Synopsis of the Mollusca of Great Britain elvadedicar a Marie Jules César Savigny, Georges Cuvier i Giuseppe Saverio Poli i pòstumament va ser acabat per John Edward Gray.
La nomenclatura utilitzada per Leachresulta una mica excèntrica – va donar nom a 27 espècies en honor del seu amic John Cranch, qui havia recollit espècimens a Àfrica i morí al vaixell Congo (1816). També va donar nom a nou gèneres en honor de Caroline (una dama desconeguda) o anagrames d'aquest nom.
L'any 1821, patí una crisi nerviosa per l'excés de feina i va renunciar al seu lloc de treball al museu el març de 1822. Viatjà pel sud d'Europa i morí de còlera al Palazzo San Sebastiano, prop de Tortona, al nord de Gènova.
El kookaburra d'ales blaves ('Blue-winged Kookaburra), Dacelo leachii, té aquest epítet específic en honor de Leach.